# Serie A 1926 (pallapugno)
La Serie A di pallapugno 1926, organizzata dall'opera nazionale del dopolavoro, è stata il quattordicesimo campionato italiano di pallapugno. Si è svolta nel 1926, terminando il 14 novembre, e la vittoria finale è andata per la seconda volta consecutiva alla squadra di Imperia, capitanata da Raffaele Ricca, al suo secondo scudetto.

## Formula
Secondo i documenti reperibili le squadre iscritte disputarono le qualificazioni, le semifinali e la finale. Tutti gli incontri si svolsero allo Sferisterio Borgo Vanchiglia di Torino.

## Squadre partecipanti
Parteciparono al torneo quattro società sportive italiane, tre provenienti dal Piemonte e una dalla Liguria.
| Squadra     | Provenienza | Campionati di Serie A | Risultato 1925               |
| ----------- | ----------- | --------------------- | ---------------------------- |
| Acqui Terme | Piemonte    | 6                     | 3° in Serie A                |
| Beinette    | Piemonte    | 5                     | 2° in Serie A                |
| Bra         | Piemonte    | 9                     | 3° in Serie A                |
| Imperia     | Liguria     | 1                     | Campione d'Italia di Serie A |

## Formazioni
| Squadra     | Battitore           | Spalla          | Terzini                         |
| ----------- | ------------------- | --------------- | ------------------------------- |
| Acqui Terme | Maggiorino Bistolfi | Cicco Delpiano  | Colombano, Raimondo             |
| Beinette    | Alfredo Marengo     | Silvestro Gyp   | Botto 1°, Civallero, S. Marengo |
| Bra         | Pierino Bonsignore  | ?               | ?                               |
| Imperia     | Raffaele Ricca      | Maurizio Aprile | Maurizio Bruno, Depanis         |

## Torneo
Per quanto riguarda la fase di qualificazione, è stato reperito solo il risultato di Beinette - Acqui Terme, terminato 11 - 5. Lo stesso incontro fu valevole per una delle semifinali, e fu dapprima sospeso sul 12 - 12, poi disputato per intero, con vittoria del Beinette per 11 - 3. La squadra di Beinette affrontò poi la formazione di Imperia, vincendo per 11 - 8, ma non è chiaro se si trattasse di una semifinale o di una partita di qualificazione. La finale venne disputata il 14 novembre proprio fra Imperia e Beinette.

### Finale
| 14 nov. | Imperia - Beinette | 13 - 8 |

## Verdetti
- Imperia Campione d'Italia 1926 (2º titolo)